# Marvano
Mark Van Oppen (alias Marvano), né le 29 avril 1953 à Zolder (province de Limbourg) en Belgique, est un auteur de bande dessinée et illustrateur de science-fiction.

## Biographie

### Jeunesse
Mark Van Oppen naît le 29 avril 1953 à Zolder et y a passé une partie de son enfance, alors qu’on y construisit un circuit automobile. C'est une région minière, il est fils de mineur et est prédestiné à marcher sur les traces de son père, jusqu'à la crise économique du début des années 1970 qui voit la fermeture des charbonnages et l'oblige à changer d'orientation. Enfant, il dessinait déjà des bandes dessinées sur ses propres ours en peluche. Mais Marvano est aussi un fan de bandes dessinées. Il a grandi avec la lecture des auteurs flamands classiques comme Willy Vandersteen, Marc Sleen et Jef Nys, mais a également dévoré les séries réalistes et plus matures du journal Tintin dont Bernard Prince, Bruno Brazil, Buddy Longway, Comanche, Corto Maltese, Jonathan, Les Scorpions du désert et Martin Milan. Ce sont ces bandes dessinées qui lui donnent l'envie de devenir dessinateur. Passionné de science-fiction, il est grand fan de Star Trek, des romans d'Isaac Asimov, Roger Zelazny et Clifford D. Simak. Il étudie l'architecture d'intérieur au Provinciaal Hoger Architectuur Instituut à Hasselt, il obtient son diplôme et exercera cette profession pendant près d'une décennie.

### Illustrateur de science-fiction
À 16 ans, Marvano postule pour un emploi au Studio Vandersteen, mais sa candidature est rejetée. Plutôt que d'abandonner, Van Oppen cherche ailleurs. Il envoie son travail à Berck, qui lui téléphone aussitôt pour devenir son assistant. À partir de 1978, il dessine des centaines d'illustrations pour le magazine flamand Orbit sous le pseudonyme de Marvano, le contraction de son prénom et de son nom. En 1980, il publie sa première bande dessinée De vlucht van het paard, scénarisée par Kees van Toorn, rédacteur en chef de ce magazine, une adaptation du roman de science-fiction de Larry Niven. Il attire l'attention de la maison d'édition néerlandaise Meulenhoff, qui l'engage comme illustrateur de livres et trouve un client régulier avec la maison d'édition allemande de science-fiction Heyne,.

### Rédacteur en chef deKuifje(1982-1986)
En 1982, grâce à ce travail, Marvano se fait remarquer par Marc Legendre, alors rédacteur en chef de Kuifje, la version néerlandophone de Tintin et lui succède pendant quatre ans. Il peut ainsi abandonner définitivement la profession d'architecte d'intérieur. Van Oppen se heurte régulièrement à Jean-Luc Vernal, rédacteur en chef de Tintin ainsi qu'avec ses éditeurs du Lombard Guy et Raymond Leblanc sur son ton éditorial socialement responsable et le choix des sujets d'interview, comme un représentant de Greenpeace. Parallèlement, il publie quelques courtes histoires complètes dans Tintin et ses numéros spéciaux, ainsi que dans le trimestriel Robbedoes +, frère néerlandais de l'éphémère Spirou +.
En 1986, il dirige le secteur bande dessinée de l'éditeur flamand De Gulden Engel jusqu'à la faillite qu'il a vu venir et s'y résigne.

### La rencontre avec Joe Haldeman (1988-2007)
En 1988, enthousiasmé par un roman d'anticipation de l'américain Joe Haldeman, il lui propose de l'adapter en BD. Ce sera La Guerre éternelle aux éditions Dupuis dans la collection « Aire libre ». Puis, en 1990, Marvano a dessine la version définitive de la bande dessinée post-apocalyptique Solitaire qui confronte un patient en fauteuil roulant et une fille qui ont tous deux survécu à la peste, en collaboration avec le romancier flamand Bob van Laerhoven pour la collection « Histoires et Légendes » aux éditions du Lombard. Les premières versions de l'histoire sont apparues dans Robbedoes Album + au début des années 1980. Cet album passe inaperçu.
Marvano enchaîne avec Red Knight (1990), une adaptation modernisée de la bande dessinée classique de chevalier médiéval Le Chevalier rouge de Willy Vandersteen, basée sur un scénario de Ronald Grossey. L'idée est inspirée par la version plus mature de Batman de Frank Miller, qui est devenue un succès inattendu dans les années 1980. Mal promotionné par son éditeur, cet album passe lui aussi inaperçu.
En 1991, Marvano accepte d'adapter en bande dessinée Rourke, d'après le roman de Paul-Loup Sulitzer en collaboration avec Jean Annestay puis avec son ami Marcel Rouffa. Sept albums sont initialement prévus, quatre albums sont publiés chez Dupuis, la série étant prématurément arrêtée pour cause de mévente et de désintérêt de ses créateurs. À la suite, en 1994, il publie assumant le scénario et le dessin Les Sept Nains de nouveau dans la collection « Aire libre », qui est le premier tome de la trilogie Berlin, son premier chef-d’œuvre. De nombreux observateurs ne prennent pas au sérieux ce premier essai pourtant réussi.
En septembre 1996, Marvano démarre chez Dupuis une nouvelle série de science-fiction avec Haldeman : Dallas Barr, adaptée du roman Immortalité à vendre. Elle a été rééditée et poursuivie par Le Lombard à partir de 2004.
Enfin en mars 2002 sort la suite de La Guerre éternelle, la série Libre à jamais aux éditions Dargaud, adaptée du roman La Liberté éternelle de Joe Haldeman. Une série d'anticipation que Mœbius qualifie de «magnifique réussite». En 2005, il répond à l'appel de l'armée belge et participe au collectif BDéfense ! vendu au profit d'œuvres caritatives.

### Séries réalistes (2007-2018)
Parallèlement à ses séries de science-fiction, Marvano entreprend l'écriture d'une trilogie dont Les Sept Nains forme désormais le premier volume. Publiée chez Dargaud, la série porte le titre générique de Berlin, ville servant de toile de fond aux trois histoires. Le deuxième volume, Reinhard le Goupil, se passe en 1948 ; on y retrouve Stuart, rescapé de l'équipage des Sept nains, qui assure les liaisons du pont aérien. Quant à la troisième partie de la trilogie, parue en février 2008, elle se situe de nos jours ; le personnage principal recherche ce qui est arrivé aux protagonistes du deuxième tome, notamment à l'époque de la construction du mur de Berlin.
En 2009, Marvano scénarise pour Magda un one shot Les Petits Adieux publié au Lombard et ensemble ils abordent le thème difficile de l’accompagnement dans l’anonymat de personnes en détresse dans le cadre d'une structure de type télé-accueil.

#### Trilogies de la Seconde Guerre mondiale (2010-2015)
En 2010, Marvano entame sa première trilogie Grand Prix (2010-2015) sur la Seconde Guerre mondiale. La série a été inspirée par la vie du pilote automobile Rudolf Caracciola, qui a vécu dans les années 1920 et 1930. La série se déroule pendant l'entre-deux-guerres et traite à la fois des courses automobiles et de l'industrialisation automobile d'Hitler pour financer secrètement ses plans militaires. Le traité de Versailles (1919) interdit à l'Allemagne de reconstruire son industrie aéronautique et ses moteurs puissants, mais ne mentionne rien sur les voitures de course ou la technologie des fusées. En 2013, il publie sa seconde trilogie sur ce thème La Brigade juive se déroule en 1945, après la fin de la Seconde Guerre mondiale. Il suit Leslie Toliver, un personnage récurrent de la série Grand Prix, qui se rend en Pologne dans le cadre de la Brigade juive pour retrouver sa mère et sa petite amie perdues.

#### Bonneville (2018)
En 2018, avec Bonneville, les voitures de course sont à nouveau le sujet d'un diptyque (Dargaud). L'histoire se déroule derrière les records de vitesse terrestre détenus aux Bonneville Salt Flats dans l'Utah dans les années 1950 et 1960. Pour ce faire, Marvano choisit une technique narrative inhabituelle; 'Bonneville' est présenté comme une adaptation du manuscrit fictif d'un livre autobiographique de la mormone Zeldine Johnson et il annonce se retirer de l'industrie de la bande dessinée traditionnelle, dégoûté des pratiques veules de celle-ci. Il se consacre à l'illustration de science-fiction.

## Graphisme
Marvano est un auteur de tout premier plan dont le graphisme précis et fin en fait un émule de Frank Miller.
Didier Pasamonik en parle ainsi :

« « Larvatus prodeo » (je m’avance masqué). La fameuse devise de René Descartes convient à merveille à Marvano, qui avance dans le sillage de l’école belge classique tout en étant l’un de ceux qui s’en écarte avec le plus de brio et l’un des acteurs les plus importants de sa régénération. »

## Œuvres

### Albums de bande dessinée
- Les Sept Nains[18], Dupuis, coll. « Aire libre », 1994  (ISBN 2-8001-2082-7)

### Collectifs
- BDéfense[10] !, Forces armées belges, Bruxelles, décembre 2005
Scénario : collectif - Dessin : collectif dont Marvano - Couleurs : quadrichromie -  (ISBN 90-7517-204-4)

### Expositions
- Berlin Centre belge de la bande dessinée, Bruxelles du 2 décembre 2008 au 4 janvier 2009[51] ;
- Regards croisés de la bande dessinée belge, Musées royaux des Beaux-Arts de Belgique, Bruxelles du 27 mars au 30 juin 2009[52] ;
- Trilogies, Galerie Champaka, Bruxelles du 3 au 26 septembre 2015[53].

## Prix
- 1994 :  prix d'Honneur au Festival de bande dessinée de Middelkerke à Middelkerke[54],[3] ;
- 1996 :  prix de la meilleure bande dessinée flamande décerné par la guilde des experts indépendants de bande dessinée belge et le centre flamand de la bande dessinée pour Dallas Barr[55] ;
- 2001 :  Adhémar de bronze[3] ;
- 2008 :  prix Stripvos (nl), prix du meilleur album en néerlandais de l'année pour Deux enfants de roi[3].